# Leptogenys ingens
Leptogenys ingens es una especie de hormiga del género Leptogenys, subfamilia Ponerinae.

## Taxonomía
Esta especie fue descrita científicamente por Mayr en 1866.